# Los Nopalitos
Los Nopalitos – jednostka osadnicza w Stanach Zjednoczonych, w stanie Teksas, w hrabstwie Webb.